# Metropolia Catanzaro-Squillace
Metropolia Catanzaro-Squillace – jedna z 40 metropolii Kościoła Rzymskokatolickiego we Włoszech. Została erygowana 30 stycznia 2001.

## Diecezje
- Archidiecezja Catanzaro-Squillace
  - Archidiecezja Crotone-Santa Severina
  - Diecezja Lamezia Terme